# شبح درون پوسته
شبح درون پوسته (ژاپنی: 攻殻機動隊 هپبورن: Kōkaku Kidōtai) عنوان یک فرنچایز چندرسانه‌ای ژاپنی سایبرپانک است که برای اولین بار به صورت یک مجموعه مانگا به همین نام توسط ماسامونه شیرو نوشته و مصورسازی شد. داستان مجموعه دربارهٔ سازمانی ساختگی و ضد سایبرتروریسم به نام «بخش امنیت عمومی ۹» است که توسط سرگرد موتوکو کوساناگی، در اواسط قرن بیست و یکم ژاپن رهبری می‌شود. از زمان انتشار نسخه مانگا، شبح درون پوسته تبدیل به چندین مجموعه در رسانه‌های مختلف شده است که می‌توان به چند مجموعه تلویزیونی انیمه، پنج فیلم سینمایی و چندین بازی ویدئویی اشاره کرد. موضوعات این آثار در مباحث سایبرپانک، هوش مصنوعی، خودآگاهی، و فلسفه ذهن با زمینه علمی–تخیلی می‌باشد.

پوستر رسمی شبح درون پوسته ۲: اینوسنسو

فیلم نخست این اثر در سال ۱۹۹۵ تولید گردید و به حدی موفقیت کسب کرد که به‌دنبال آن دو سریال تلویزیونی با نام‌های استند الون کامپلکس و اس. ای. سی دومین گیگ توسط سازندگان آن ساخته گردیدند. سپس فیلم دومی هم در سال ۲۰۰۴ با نام شبح درون پوسته ۲: اینوسنسو ساخته گردید. تمامی انیمه‌ها در استودیو پروداکشن آی.جی تهیه شده‌اند. به‌علاوه یک فیلم لایو اکشن آمریکایی توسط پارامونت پیکچرز در ۳۱ مارس ۲۰۱۷، به نمایش درآمد.